# Merlengo
Merlengo (Marlengo in veneto) è una frazione del comune di Ponzano Veneto, in provincia di Treviso.

## Storia
Come per le altre frazioni del comune, le origini di Merlengo vanno ricercate nell'epoca romana, legandole alla presenza della via Postumia e alla centuriazione del territorio di Treviso. Tutt'oggi alcune strade del paese coincidono con gli antichi cardini e decumani.
Il toponimo è tuttavia tardo-romano, poiché deriverebbe da Merling che rappresentò uno degli insediamenti delle Fare Longobarde all'epoca della discesa di Re Alboino nel 569 d.C. lungo la Via Postumia.
Nel medioevo Merlengo rappresentò una cappella dipendente dalla pieve di Postioma. Dal punto di vista amministrativo, fu inclusa nel Quartier d'Oltrecagnan, suddivisione del territorio trevisano, e ne rappresentava una regola. Tale sistema fu riorganizzato sotto la Serenissima con l'istituzione della podesteria di Treviso e del quartiere Campagna Inferiore.

## Monumenti e luoghi d'interesse

### Parrocchiale dedicata a San Bartolomeo Apostolo e martire
L'attuale edificio fu costruito nel 1707 e oggetto di più interventi, ultimo intervento l'aggiunta delle due navate laterali per volontà del parroco don Filippetto, mentre il campanile, in stile barocco, è del 1737.
Vi si conservano opere di grande pregio: si citano la pala dell'altare principale "Martirio di San Bartolomeo Apostolo" datata 1607 e firmata Bartolomeo Orioli, una pala di Sant'Osvaldo di Giandomenico Tiepolo, due teste marmoree di Gesù e Maria di Giuseppe Torretto, una tela con la Madonna del Carmine di Pietro Mera (1634) e una lunetta dell'arco trionfale recante una Sacra Famiglia attribuita a Jacopo Marieschi (1750).